# 大理院
大理院是清朝末年设置的全国最高審判機關，後來由中華民國北洋政府沿用，是中華民國最高法院的前身，是中華民國司法案件的終審機關之一。

## 沿革

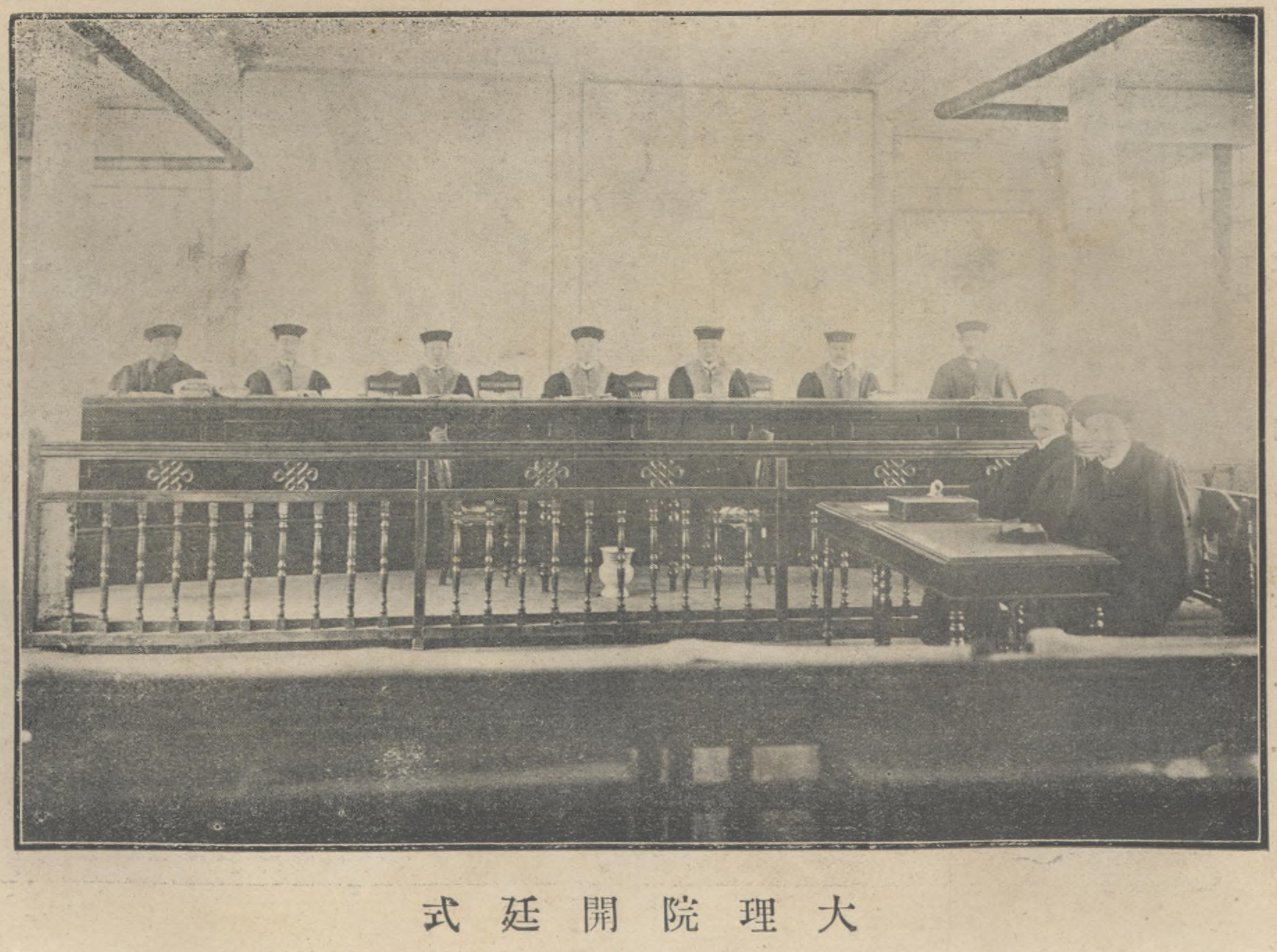

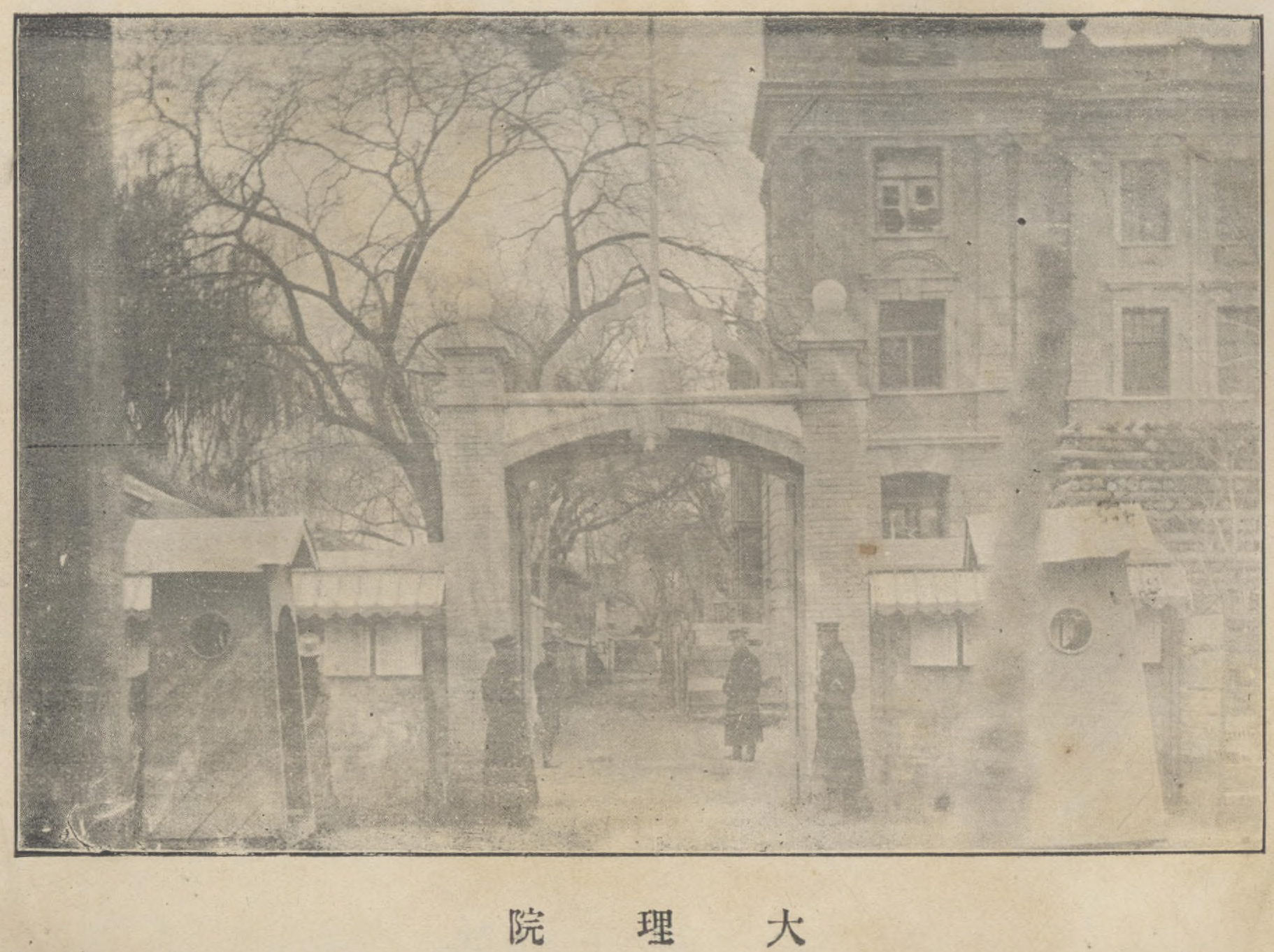

大理院的前身是大理寺。清朝光绪三十二年（1906年），清廷頒行《大理院審判編制法》，改大理寺為大理院。光緒三十三年（1907年），正式定大理院官制，為全國最高終審機關，配置總檢察廳。大理院置正卿、少卿為主官，下設刑科、民科推丞各一人，推事二十五人（正六品），其他有典簿廳都典簿、典簿、主簿、錄事。附設總檢察廳，設廳丞一人，檢察官六人，及主簿、錄事、看守所所長等。
中華民國成立之後，大理院獲保留。設院長一人，民事與刑事各若干庭，每庭設庭長一人，推事若干人。大理院負責審判不服高等裁判廳第二審而上訴的案件，以及依法屬大理院特別權限的案件。總檢察廳和大理院相配設置，獨立行使職權。民國十六年（1927年），國民政府定都南京，改大理院為最高法院；民國十七年（1928年）公布《國民政府最高法院組織法》，定最高法院為全國終審審判機關，至此最高法院正式成立，大理院正式被廢止。
另外，泰國和菲律賓的最高法院至今仍被當地華僑稱為大理院。

## 建筑
清朝光绪三十二年（1906年），改大理寺为大理院。宣统二年（1910年）在司法部街（原名“刑部街”）建造大理院衙署。中華民國成立之後，北洋政府时期的大理院沿用司法部街的清朝大理院衙署。中华人民共和国成立前，北平地方法院、河北高等法院在这座大楼办公。1949年3月18日，北平市军事管制委员会举行接管河北高等法院、河北高等法院检察处、北平地方法院、北平地方法院检察处仪式。原河北高等法院院长邓哲熙代表这四家单位向北平市军事管制委员会主席代表王斐然（后任北京市高级人民法院院长）呈交大印。大印当场被砸毁。王斐然随即宣布：“伪法院从即日起停止一切活动，所有权力归由华北人民法院行使！”
中华人民共和国成立前夕，华北人民法院自河北平山迁至北京，在该大楼南半部办公，该大楼北半部为中央人民政府内务部。1949年，中央人民政府最高人民法院（后改为中华人民共和国最高人民法院）在华北人民法院的基础上成立，并在该大楼办公。当时，最高人民法院在该大楼南半部办公，该大楼北半部是中央人民政府最高人民检察署（后改为中华人民共和国最高人民检察院）和政务院政治法律委员会。司法部街南段有个十字路口，和最高人民法院隔街南北相对的是中央人民政府司法部。1958年，为建设人民大会堂，包括该大楼在内的司法部街拆除，原址兴建人民大会堂。此后，中华人民共和国最高人民法院、中华人民共和国最高人民检察院暂时迁到阜成门外，后来又迁到东交民巷。以下叙述1950年代该大楼的情况：
大理院位于北京的司法部街，为一座四层楼，南北长百十余米，东西宽近六十多米。大楼坐西朝东。大楼中央的圆顶塔楼东、南、北三个方向镶有三面大钟；大楼南、北两端各有一座稍矮的圆顶塔楼。北侧塔楼距离西长安街不足百米。大楼平面呈标准的“日”字形，楼内有两个开阔的天井，每个天井的面积超过两个篮球场。大楼中厅有宽阔的红木楼梯环周向上，环抱一个约20平方米的小天井，小天井四周挂有铁网，防止人坠落。阳光通过这三个天井照亮大楼内部。大楼共设有8个门：正面3个（中央的圆顶塔楼下方1个，其南北两侧楼体中央下部各1个），南北各1个，背面3个（正中1个是地下室出口，1956年大楼整修后成为机关员工上下班必经出入口）。背面两侧各有一座外裸式盘旋钢铁楼梯，既作为进出楼的通道，也是紧急情况下的疏散通道。大楼一楼中厅门前上方有一个巨型华盖。当年最高人民法院院长董必武每天从此处下汽车，走到二楼中央大厅办公。
大楼中厅门前有个喷水池，周围种有鲜花。大楼所在大院的东南角有一排花屋。位于大楼以西的内院中央有个大养鱼池，池中有座假山。以养鱼池为中心，向东、南、西、北伸出四条青砖小路，分别通往大楼地下室出口、小南楼、小西楼、大北楼。这四条青砖小路将内院分为四块场地，西北是网球场兼电影放映场地，东南是灯光球场。养鱼池边围有四个同心圆形的花池，相间于青砖小路之间。内院可能是依照八卦设计，若将养鱼池作为太极，四条青砖小路便分处乾、坤、坎、离卦位，养鱼池边的四个花池则分处震、艮、兑、巽卦位。大院内有长廊，连接办公大楼与大西楼宿舍，是整个建筑群中唯一的中国古典风格建筑。大院东面、南面临街的院墙，用铁制矛形栅栏构成，涂有绿油漆，为西欧风格围墙。